# Morske kraljice
Morske kraljice (engl. sea queens) bili su homoseksualci koji su radili u inozemstvu uglavnom na trgovačkim plovilima, a opisivani su prije 1960-ih. Uglavnom su to bili feminizirani homoseksualci koji su radili ili kao zabavljači ili kao konobari na brodovima na kružnim putovanjima, često postajući odobalne 'supruge' heteroseksualnim mornarima za vrijeme putovanja. April Ashley spominje ih u svojoj autobiografiji, a nalaze se i u pripovijestima homoseksualaca koji potječu iz Hall-Carpenterova usmenog arhiva pohranjena u Britanskoj knjižnici.

## Više informacija
- Hall-Carpenterovi arhivi